# Markus Bühner
Markus Bühner (* 1969 in Bad Neustadt an der Saale) ist ein deutscher Psychologe und Professor für Psychologische Methodenlehre und Diagnostik an der Ludwig-Maximilians-Universität München.

## Leben und Wirken
Bühner studierte bis 1996 Psychologie an der Julius-Maximilians-Universität Würzburg, schloss das Studium mit einem Diplom ab und wurde im Jahr 2000 promoviert. In den Folgejahren arbeitete er als wissenschaftlicher Mitarbeiter an der Philipps-Universität Marburg sowie in München und Lübeck, bis er im Jahr 2005 den Ruf auf eine Juniorprofessur an der Ludwig-Maximilians-Universität München annahm. Im Jahr 2007 habilitierte er sich an der Philipps-Universität Marburg mit der Habilitationsschrift „Sind Arbeitsgedächtnis und Aufmerksamkeit distinkte Funktionen?“. Es folgten berufliche Stationen in Marburg (2009) und an der Universität Graz (2009–2011).
Seit 2011 ist er Inhaber des Lehrstuhls für Psychologische Methodenlehre und Diagnostik an der Ludwig-Maximilians-Universität München. Dort war er außerdem Prodekan der Fakultät für Psychologie und Pädagogik und geschäftsführender Direktor des Departments Psychologie.
Bühner war und ist ebenfalls als Gutachter tätig und aktives Mitglied verschiedener berufspolitischer Verbände (z. B. Diagnostik- und Testkuratorium, Sprecher der Fachgruppe DPPD der Deutschen Gesellschaft für Psychologie). Von 2015 bis 2019 war er Vorsitzender des Fakultätentags Psychologie. Von 2018 bis 2020 war er 1. Vizepräsident der Deutschen Gesellschaft für Psychologie. Von 2020 bis 2022 war er Präsident der Gesellschaft.

## Wissenschaftliche Schwerpunkte
Bühner befasste sich zu Beginn seiner wissenschaftlichen Laufbahn intensiv mit Übungseffekten in Konzentrations- und Aufmerksamkeitstests sowie mit kognitionspsychologischen Fragestellungen und der Forschung im Bereich der psychologischen Diagnostik (Messung von Konzentration, Aufmerksamkeit, Arbeitsgedächtnis und Intelligenz).
Bühners wissenschaftliches Schaffen nach seiner Promotion war zudem geprägt von dem Interesse, Zusammenhänge und Unterschiede zwischen Leistungen in kognitiven Tests zu verstehen. In verschiedenen wissenschaftlichen Arbeiten testete er Strukturmodelle bestehend aus einem breiten Spektrum kognitiver Aufgaben. Eine wesentliche Erkenntnis dieses Schaffens war es, zu zeigen, dass Intelligenz und Arbeitsgedächtnis stark überlappende, aber dennoch distinkte Konstrukte sind.
Bühner beschäftigte sich mit Fragebogenitems, die durch stark gleichlautende Inhalte artifiziell psychometrische Kennwerte wie Cronbachs Alpha erhöhen, dabei jedoch die Inhaltsvalidität unter Umständen stark einschränken. In der jüngeren Vergangenheit richtete sich der Fokus seiner Arbeitsgruppe vermehrt auf die Erhebung psychologisch relevanter Daten über elektronische Geräte im Alltag sowie die Anwendung von Machine-Learning-Methoden auf psychologische Fragestellungen.

## Werke (Auswahl)
- Die Bedeutung von mentaler Operation und Material bei der Erfassung der Konzentrationstest-Leistung. Ein Beitrag zur Validität von Durchstreichtests (zugleich Dissertation), Kovač Verlag, Hamburg, 2001, ISBN 978-3-8300-0342-7
- Einführung in die Test- und Fragebogenkonstruktion, Pearson München, 2001, ISBN 978-3-86894-033-6
- mit Matthias Ziegler: Grundlagen der psychologischen Diagnostik. Düsseldorf: VS Verlag für Sozialwissenschaften, 2012, ISBN 978-3-531-16710-7
- mit Matthias Zieger: Statistik für Psychologen und Sozialwissenschaftler, Pearson, Hallbergmoos, 2017, ISBN 978-3-86894-130-2